# Bombus handlirschi
Espèce
Statut de conservation UICN

 LC  : Préoccupation mineure
Bombus handlirschi est une espèce de bourdons que l'on trouve au Venezuela, en Colombie, en Équateur, au Pérou et en Bolivie.